# 納加爾無鬚魮
納加爾無鬚魮（学名：Puntius mudumalaiensis）是輻鰭魚綱鯉形目鯉科無鬚魮屬的一個種，該物種於1990年由Kottore Chidambaram Jayaram描述，分布於亞洲印度，棲息於湖泊區。